# Bővérű nővérek
A Bővérű nővérek (eredeti cím: The Little Hours) 2017-ben bemutatott amerikai történelmi vígjáték, melynek forgatókönyvírója és rendezője Jeff Baena.
Az anakronikus, vagyis középkori környezetben játszódó, de mégis napjaink viselkedési mintáit és nyelvezetét bemutató film alapjául Giovanni Boccaccio Dekameronja szolgált. A főbb szerepekben Alison Brie, Dave Franco, Kate Micucci, Aubrey Plaza, John C. Reilly és Molly Shannon látható.
A film premierje 2017. január 19-én volt a Sundance Filmfesztiválon, majd a Gunpowder & Sky filmforgalmazó cég forgalmazta június 30-ától.
A Bővérű nővérek pozitív kritikákat kapott, különösen a szereplőgárda alakítását emelték ki a kritikusok.

## Cselekmény
1347-ben az olaszországi Garfagnanában Tommasso atya egy apácazárdát vezet. A történet középpontjában három fiatal apáca áll. Alessandra, aki világi élet után vágyakozik, de mivel apja az egyház támogatója, ezért kénytelen alárendelni akaratát másoknak. A pletykafészek Ginevra, akiről később kiderül, hogy leszbikus és zsidó, valamint az érzelmileg instabil és agresszív Fernanda. Rendszeresen megtámadják a zárdában dolgozó, Lurco nevű kertészt, aki ezért nemsokára otthagyja munkáját. Eközben Massetto, a lunigianai fiatal szolga lebukik, amint urának hitvesével házasságtörést követ el. Menekülés közben a fiú találkozik Tommasso atyával. Az atyának az apácák hímzéseit kellett volna eladnia, de berúgott és egy folyóba zuhanva tönkretette az árut. Massetto segít a bajbajutott férfin, cserébe szállást, rejtekhelyet és kertészként munkát kap az atyától, azzal a feltétellel, hogy siketnémának tetteti magát a nővérek előtt.
Fernanda barátja, Marta ráveszi az apácákat, hogy lopott misebort igyanak és részegen mesél nekik a férfiak által nyújtott szexuális gyönyörökről is. Fernanda a szobájába viszi Ginevrát, ahol szeretkeznek. Massetto és Alessandra között szorosabb kötelék kezd kialakulni ás Ginevra is beleszeret Fernandába.
Később Fernanda egy tőrrel elrabolja és a közeli erdőbe viszi Massettót, itt találkoznak egy csapatnyi boszorkánnyal. Megpróbálnak termékenységi rítust végezni az elrabolt fiúval, ám Alessandra és Ginevra megzavarja őket – utóbbi Belladonna hatása alatt a hallucináló Ginevra meztelenre vetkőzve táncolni kezd, káoszt okozva ezzel. Massetto kénytelen elismerni, hogy nem siketnéma.
A zárdába visszatérve minden titkukra fény derül a látogatóba érkező Bartolomeo püspök előtt. Tommasso atyát a püspök büntetésből elküldi szerzetesnek, mert a püspök rájön, hogy az atya titkos szerelmi viszonyt folytatott a zárda főnökasszonyával. Massettót visszaküldik urához, ahol tömlöcbe kerül és lassú kínhalál elé néz. A három nővér kiszabadítja a fiút és boldogan visszafutnak a zárdába, miközben Tommasso atya és a főnökasszony is ismét egymásra talál.

## Szereplők
| Szerep            | Színész        | Magyar hang       |
| ----------------- | -------------- | ----------------- |
| Alessandra nővér  | Alison Brie    | Földes Eszter     |
| Masseto           | Dave Franco    | Hamvas Dániel     |
| Ginevra nővér     | Kate Micucci   | Andrusko Marcella |
| Fernanda nővér    | Aubrey Plaza   | Nemes Takách Kata |
| Tommasso atya     | John C. Reilly | Kerekes József    |
| Marea nővér       | Molly Shannon  | Csere Ágnes       |
| Bartolomeo püspök | Fred Armisen   | Hirtling István   |
| Marta             | Jemima Kirke   |                   |
| Lord Bruno        | Nick Offerman  | Rába Roland       |
| Francesca         | Lauren Weedman | Peller Anna       |
| Ilario            | Paul Reiser    | Perlaki István    |
| Paolo őr          | Adam Pally     |                   |
| Lurco             | Paul Weitz     | Csuha Lajos       |
| Gregorio őr       | Jon Gabrus     |                   |

## Fogadtatás

### Bevételi adatok
A film összesen 1 647 175 dollárt termelt. A bemutató hétvégéjén két moziban vetítették, 61 560 dolláros bevétel mellett.

### Kritikai visszhang
A Bővérű nővérek kritikai fogadtatása kedvező volt. A Rotten Tomatoes weboldalon százhuszonnyolc kritika alapján 78%-os értékelésen áll. A Metacriticen a film, huszonkilenc kritikus véleményét összegezve, 100-ból 69 pontot ért el.

## Fordítás
- Ez a szócikk részben vagy egészben  a   The Little Hours című angol Wikipédia-szócikk fordításán alapul.  Az eredeti cikk szerkesztőit annak laptörténete sorolja fel. Ez a jelzés csupán a megfogalmazás eredetét és a szerzői jogokat jelzi, nem szolgál a cikkben szereplő információk forrásmegjelöléseként.